# Petr Vít
Petr Vít (Brno, 1964) es un músico checo especializado en guitarra clásica, graduado en el Conservatorio de Brno y en la Academia de Artes Escénicas de su ciudad natal, donde estudió con los profesores Arnost Sádlík, Marie Hovorková, Martin Huntman, Miloslava Matoušek y Štěpán Rak. 
Inició su carrera artística en 1979, obteniendo el primer premio en el Concurso Nacional de Guitarra Clásica. Tres años después, siendo estudiante del Conservatorio Superior de Música de Brno, obtuvo el segundo lugar en el Concurso Internacional de Guitarra Checoslovaquia Kutná Hora 82. Al mismo tiempo comenzó a ejercer su actividad concertística ofreciendo recitales en auditorios y en radio y televisión.
Petr Vít continuó sus estudios en la Universidad de Praga (AMU), en donde obtuvo su título de Maestro en Arte, y en la Hochschule für Musik und Darstellende Kunst de Viena, que le concedió una beca anual en el aula Konrad Ragossniga. Allí trabajó bajo la dirección de los profesores Myslivecek, Rak y Ragossnig. Como complemento a sus estudios, asistió a clases magistrales con los maestros Leo Brouwer y Roberto Aussel.
Desde el año 1988 vivió en Austria, España y Sudamérica. Después de su éxito en el campo de la guitarra clásica, comenzó a dedicarse de lleno al arte flamenco. Gracias a una beca que recibió del Ministerio de Cultura español pudo estudiar con intensidad el flamenco en Andalucía, donde su estadía original de cuatro meses se prolongó a unos cuantos años.
Durante los años 1998-2006, trabajó como profesor de Guitarra Clásica en la Escuela de Bellas Artes y Música de Cartagena de Indias, en el Conservatorio Superior de Música de Brno y en la Escuela Experimental de Música de Granada. En el año 2000 fue productor del película “El Flamenco y su Gente”, emitido por la televisión checa, y en años consecutivos de diversos documentales dedicados a España. 
Petr Vít es un colaborador habitual de numerosas revistas especializadas donde aporta artículos dedicados a la difusión del arte flamenco.
Además de su actividad concertística y pedagógica, compone obras para guitarra sola, música de cámara, música para danza contemporánea, así como también dirige talleres de interpretación de Guitarra Clásica y Flamenca en Europa y Sudamérica. Actualmente es profesor del Conservatorio Superior de Música de Brno y director artístico del Festival Iberica en Chequia.

## Obras publicadas
- Sobre la Vida (CD), en colaboración con Henrietta Nazari.
- Carinhoso (CD), con el violinista brasileño Israel de Franca, una selección de música latinoamericana.
- El Flamenco y su Gente (película)
- En vivo (CD), con José Puche, Flamenco

### Citas
1. ↑  «Conservatorio Superior de Música de Brno». Archivado desde el original el 14 de julio de 2008. Consultado el 25 de junio de 2019.
2. ↑  Festival Iberica